# Euphaedra difficilis
Euphaedra difficilis är en fjärilsart som beskrevs av Rothschild 1918. Euphaedra difficilis ingår i släktet Euphaedra och familjen praktfjärilar. Inga underarter finns listade i Catalogue of Life.